# 新可児駅
新可児駅（しんかにえき）は、岐阜県可児市下恵土一丁目にある名鉄広見線の駅である。駅番号はHM06。可児市の代表駅である。

## 歴史
名鉄広見線の線名は可児郡可児町（現・可児市）の母体の一つである旧・広見町に由来し、可児市施行前の旧可児町の時代までは、当駅は新広見駅と名乗っていた。
当駅は、新多治見から御嵩を結んだ東濃鉄道によって広見駅として開設された。東濃鉄道は、太多線と一部が重なることから新多治見・当駅間が国有化され、国有化されなかった当駅・御嵩間は新たに設立された東美鉄道が引き継ぎ、国鉄と東美鉄道の共同使用駅となった。軌間762mmの軽便鉄道であった両線は、1928年（昭和3年）に1067mm軌間に改軌され、その際に行われた線路の移設によって、当駅は現在地に移転している。
1929年（昭和4年）には、名古屋鉄道が今渡から延長され、当駅で東美鉄道と結ばれて、当駅のスイッチバック配線が形成された。1930年（昭和5年）には、国鉄との共同使用をやめて名古屋鉄道・東美鉄道の駅が新広見駅として分離された。さらに、1943年（昭和18年）には東美鉄道が名古屋鉄道に合併され、現在の形となっている。

### 年表
- 1918年（大正7年）12月28日：東濃鉄道広見駅開業。
- 1926年（大正15年）9月25日：国鉄・東美鉄道広見駅となる。
- 1928年（昭和3年）10月1日：現在の位置に移転開業。
- 1929年（昭和4年）1月22日：名古屋鉄道（初代）が今渡 - 当駅間を開業。
- 1930年（昭和5年）2月16日：国鉄広見駅から独立。東美鉄道・名古屋鉄道新広見駅となる。
- 1943年（昭和18年）3月1日：東美鉄道と名古屋鉄道が合併。名古屋鉄道新広見駅となる。
- 1948年（昭和23年）1月下旬：配線変更に伴い駅舎改築[2]。
- 1982年（昭和57年）4月1日：可児市の市制施行により、新可児駅に改称[3]。
- 1984年（昭和59年）：構内に新可児検車場を新設。
- 1994年（平成6年）5月：駅舎改築[4]。
- 2001年（平成13年）10月1日：新可児検査場閉鎖。
- 2003年（平成15年）3月27日：平日の日中と休日の犬山方面と御嵩方面の直通運転を中止。当駅を境に犬山方面と御嵩方面の運転系統がほぼ分断される。
- 2007年（平成19年）
  - 8月2日：新しい自動券売機・自動改札機導入。
  - 8月8日：トランパス導入。
- 2008年（平成20年）6月29日：犬山方面と御嵩方面の直通運転を中止。当駅1番線（御嵩方面ホーム・改札内）に中間改札を設置。
- 2011年（平成23年）2月11日：ICカード乗車券「manaca」供用開始。
- 2012年（平成24年）2月29日：トランパス供用終了。
- 2019年（平成31年）
  - 3月18日：LED電光掲示板および自動案内放送を運用開始。
  - 3月20日：行灯発車標撤去。
- 2023年（令和5年）9月30日：特殊勤務駅となる（乗り換え改札口はこれまで通り、終日係員が配置）[5]。

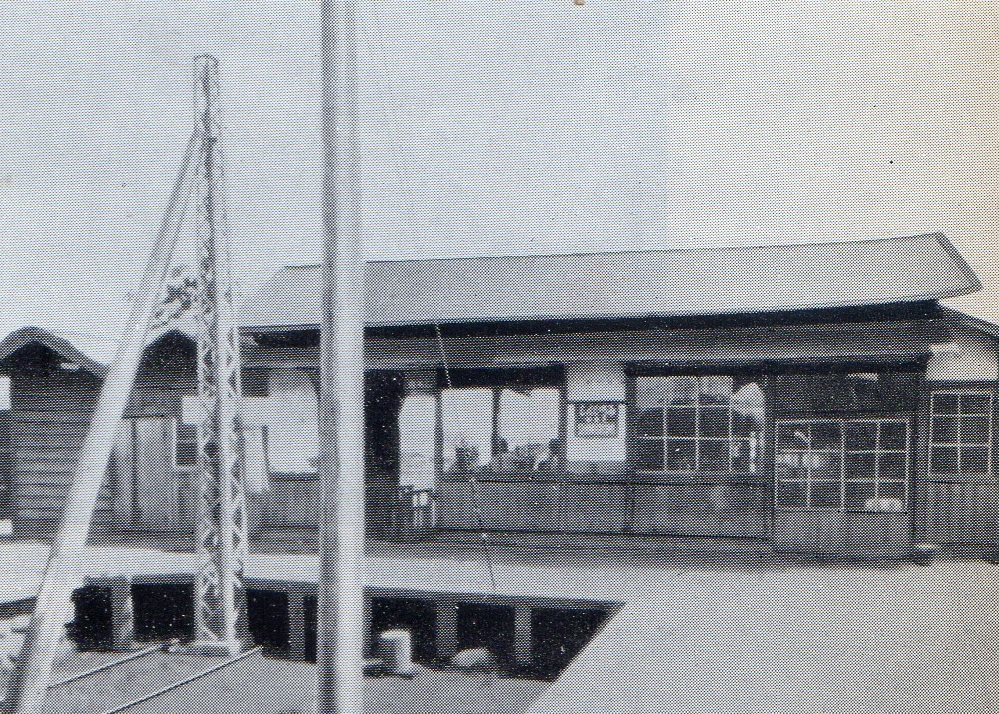
新広見駅
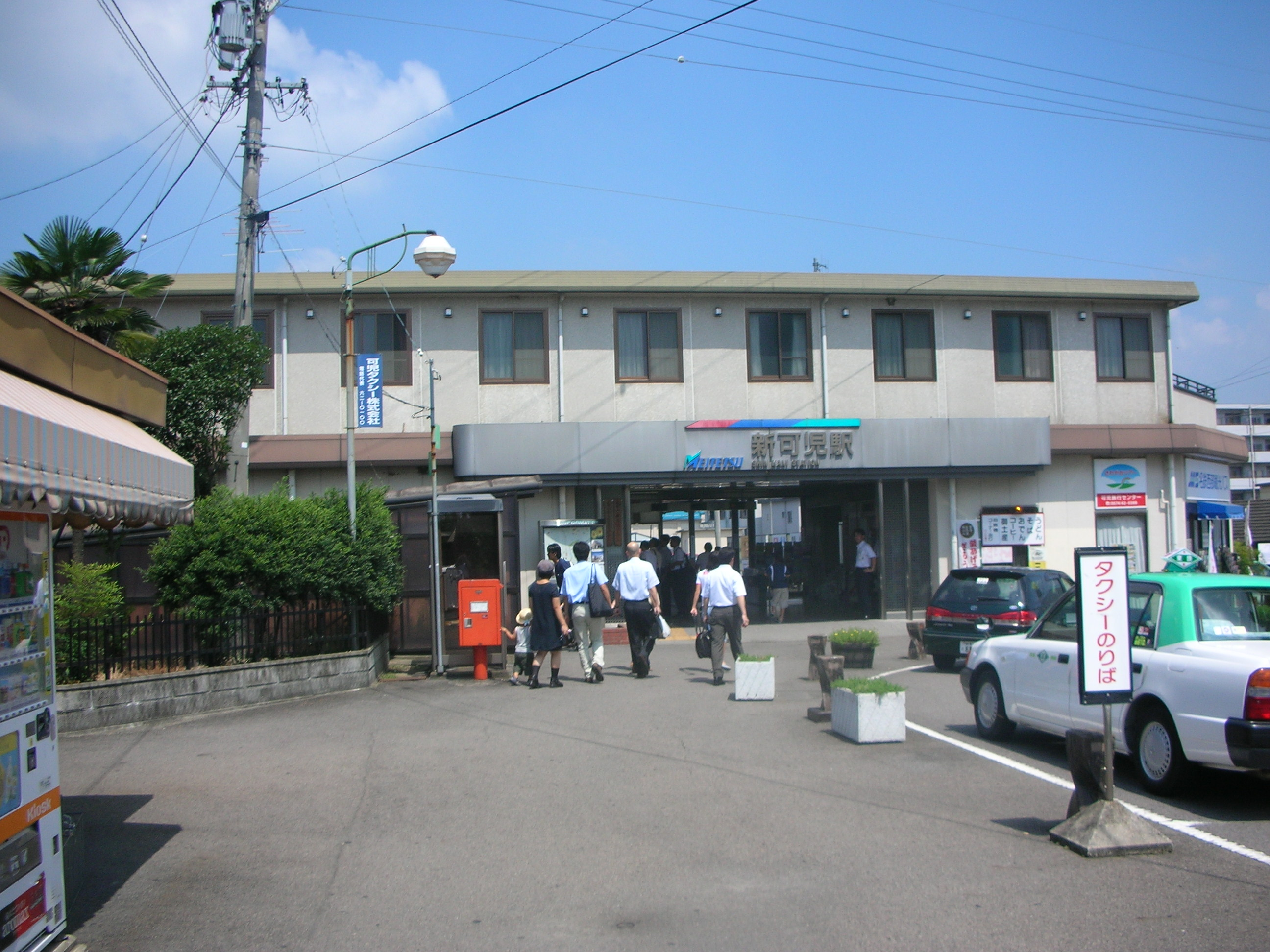
可児駅自由通路設置前の駅前広場

## 駅構造
頭端式ホーム2面3線を有する地上駅。スイッチバック配線となっており、犬山方面行き、御嵩方面行きの列車は同じ方向に発車する。
駅舎は1994年（平成6年）5月に建設された、鉄骨2階建ての建物である。櫛形ホームの根元部分にあり、改札口はその1ヶ所のみである。改札口付近には自動券売機（継続manaca定期乗車券及び新規通勤manaca定期乗車券の購入も可能ではあるが、名鉄ミューズカードでの決済は7:00～22:00の間に限られる）及び自動精算機（ICカードのチャージ等も可能）を1台ずつ備えている。2023年（令和5年）9月30日から特殊勤務駅となり、窓口営業時間は7:30～12:00と13:00～19:00となっている（乗り換え改札口は終日係員が配置される）。なお、特殊勤務駅となる直前まで改札内には自動精算機、ICカードチャージ機が設置されていなかったため、ICカードのチャージ、並びに乗車券の精算は窓口で行う形式であった。
1番線は、全ての御嵩方面の列車が発着する。2008年（平成20年）6月29日のダイヤ改正で当駅で完全に運転系統が分断された。当駅から御嵩方面はmanaca（相互利用IC）に対応していないため、ホーム入口に乗り換え改札口が設置され、ここで係員にて改札・精算処理を受けて利用出来る。2008年の系統分割以降、犬山方面の列車は御嵩方面の列車を支障しない、3番線から発車することが多くなっている。

### のりば
| 番線 | 路線                      | 方向 | 行先                       | 備考    |
| ---- | ------------------------- | ---- | -------------------------- | ------- |
| 1    | HM 広見線（新可児〜御嵩） | 下り | 御嵩ゆき                   | 2両対応 |
| 2    | HM 広見線（犬山〜新可児） | 上り | 犬山・名鉄名古屋・金山方面 | 4両対応 |
| 3    | HM 広見線（犬山〜新可児） | 上り | 犬山・名鉄名古屋・金山方面 | 6両対応 |

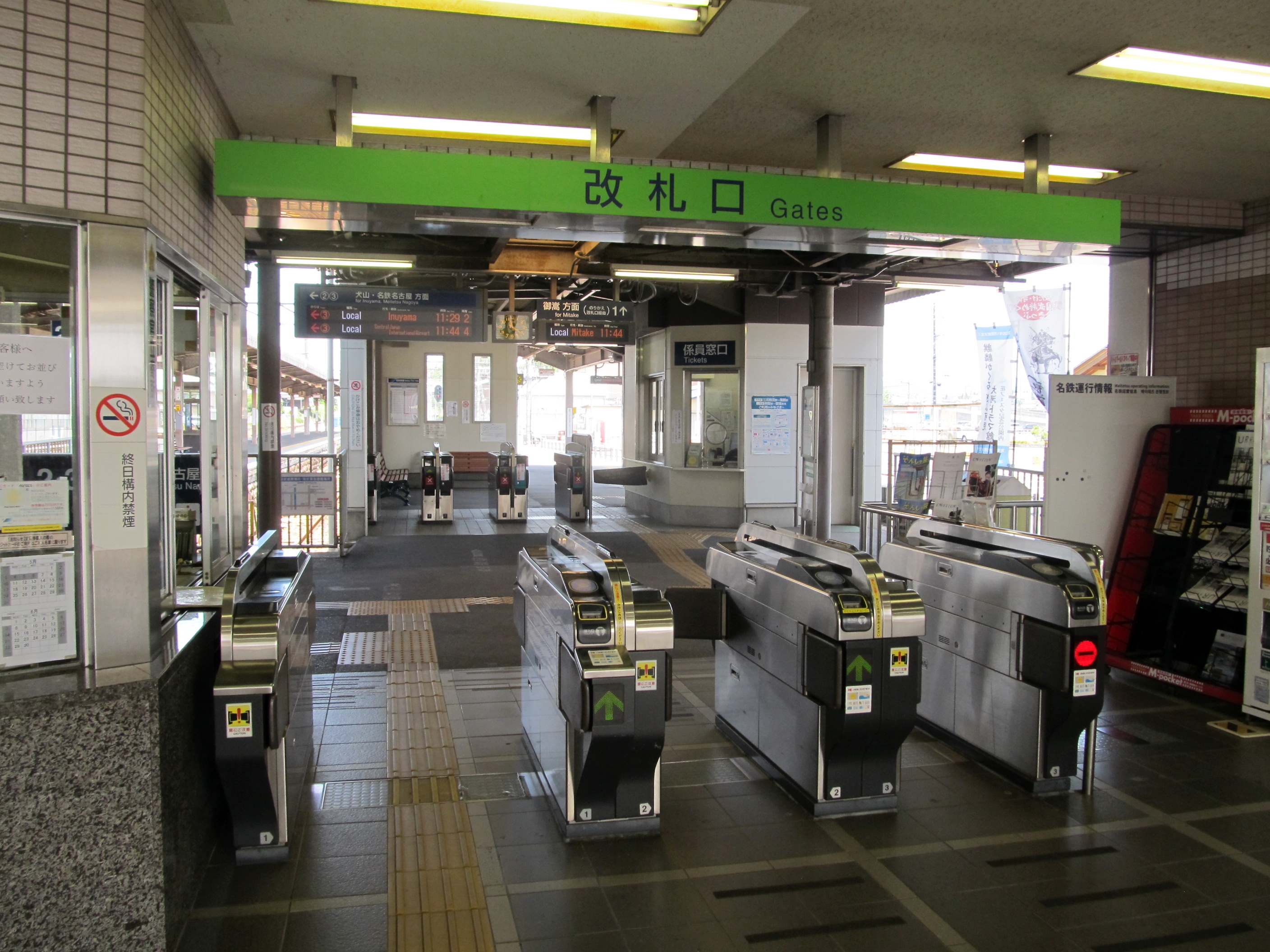
改札口。 奥に御嵩方面の乗換改札口が見える。
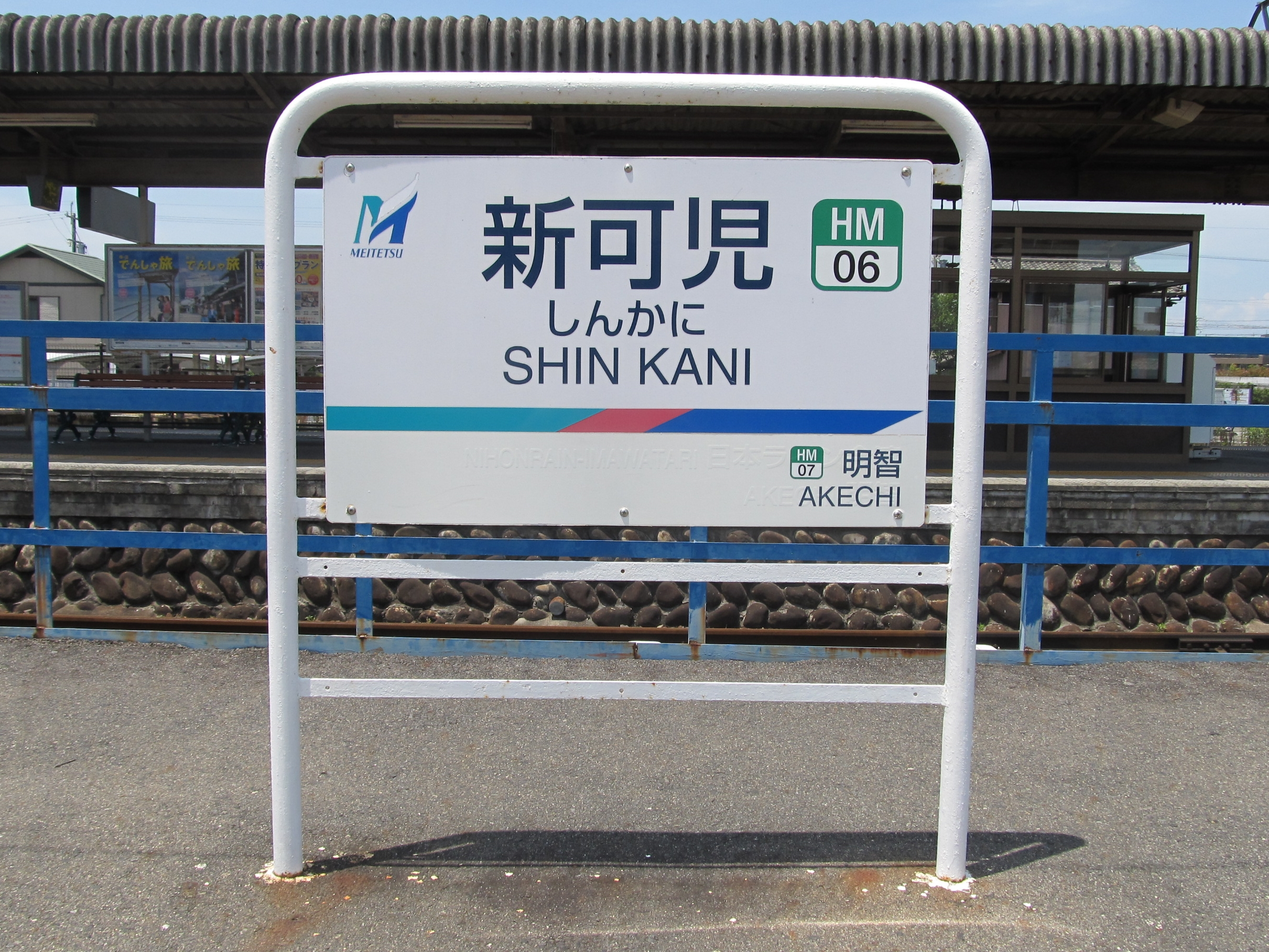
駅名標。番線により隣駅が異なる。
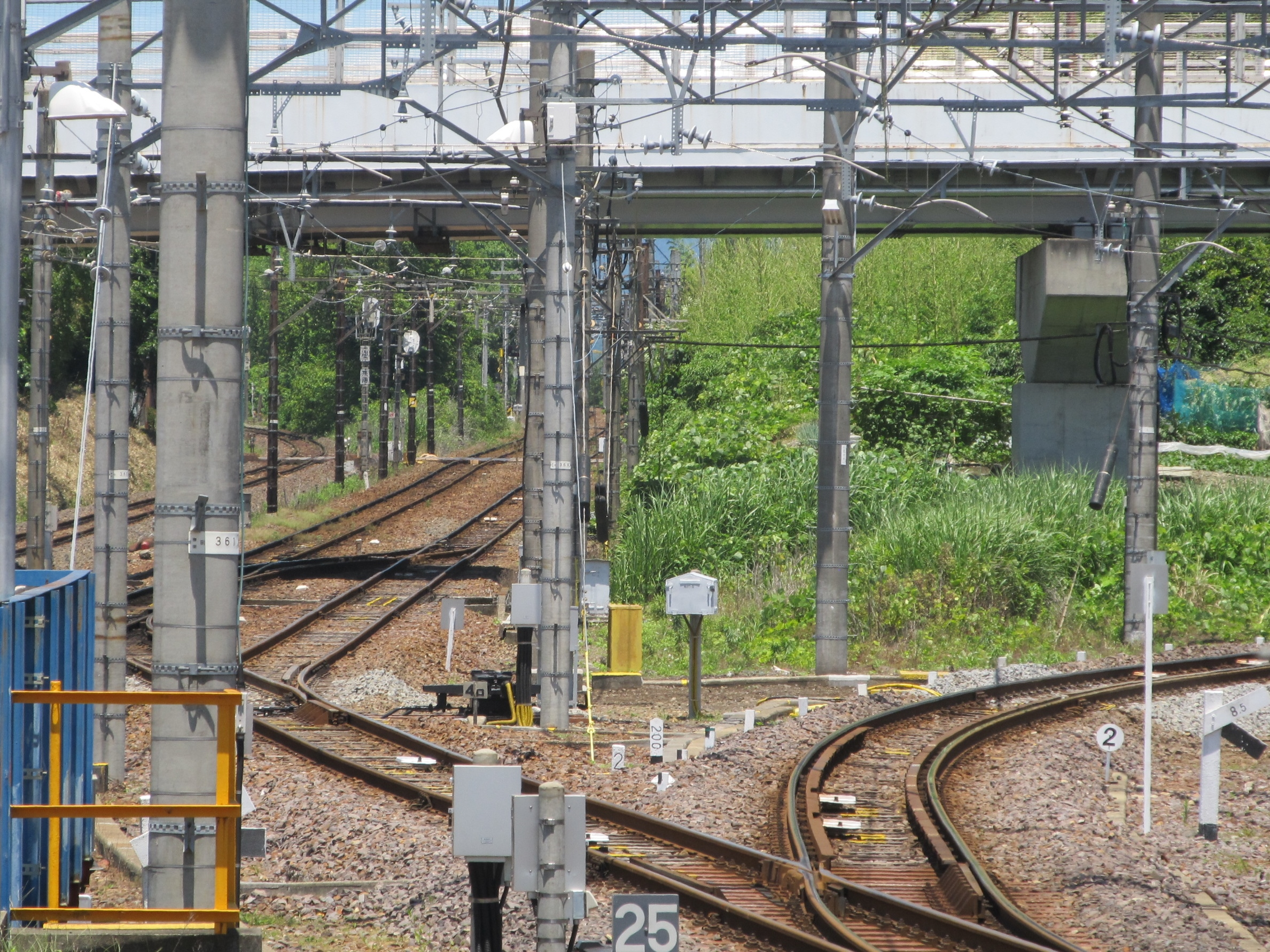
スイッチバック配線。右に向かう単線が御嵩方面で正面に伸びる複線が犬山方面（さらに左に見える単線は太多線）。

### その他設備等

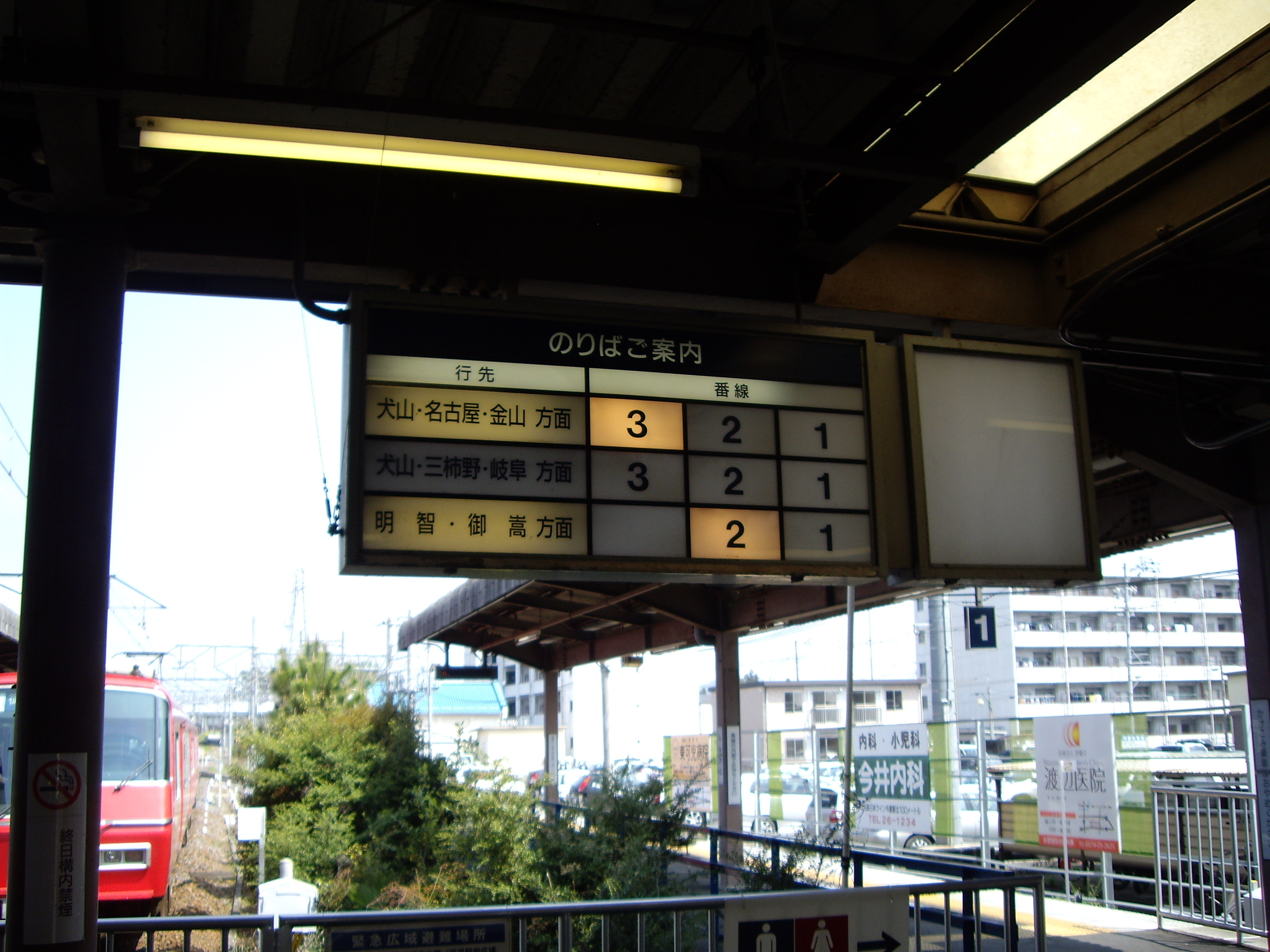
かつて使われていた行灯式の発車標

2番線の頭端部に行灯式発車案内が設置されていた。太田川駅・内海駅・大曽根駅などで使用されていたものとは異なり、方面とホーム番号だけが書かれた形で、種別に関係なく、次に発車する電車に応じて行灯が点灯する方式となっていた。発車案内のホーム番号は明智・御嵩（・八百津）方面を除き、改札側から見て、左から3・2・1と表示されていた。御嵩方面については3を「学校前通過」として表示していたが、学校前駅が廃止となった際に、削除された。太田川駅の行灯発車標が2008年（平成20年）11月23日で終了したために、同日以降で名鉄のホームに最後に残された電光板でない発車標だったが、2019年（平成31年）3月20日に廃止となった。現在は電光板タイプ（LED式）の発車標が設置されている。
途中駅ではあるが、車止めのついたスイッチバック方式の駅であるため駅名標に記載の両隣の駅は片側に「日本ライン今渡」（2・3番線）または「明智」（1番線）のみ記載され、もう片方は空白である。
構内放送は全て駅係員による肉声で行われていたが、2019年3月18日に駅自動放送が運用開始された。
以前は「新可児駅構内軽食売店」が改札外の駅舎内にあり、きしめんなどの軽食、コーヒー、酒類などを提供していたが、2021年5月12日をもって閉店した。また、上記売店が設置していた駅前と改札口付近の飲料の自動販売機も同日をもって撤去された。現在売店の跡地には米乃家が入っている
八百津線の軽快気動車導入にあわせ、1番線の先に新可児検車場が設置されていた。同線廃止に伴い気動車運用もなくなったため、2001年に閉鎖、2006年頃に解体された。

### 配線図
|            | ↑ 御嵩方面                       |  |
| ← 犬山方面 | 名古屋鉄道 新可児駅 構内配線略図 |  |
| 凡例 出典: |                                  |  |

## 利用状況
- 『名鉄120年：近20年のあゆみ』によると2013年度当時の1日平均乗降人員は4,988人であり、この値は名鉄全駅（275駅）中84位、広見線（11駅）中3位であった[10]。
- 『名古屋鉄道百年史』によると1992年度当時の1日平均乗降人員は7,273人であり、この値は岐阜市内線均一運賃区間内各駅（岐阜市内線・田神線・美濃町線徹明町駅 - 琴塚駅間）を除く名鉄全駅（342駅）中62位、広見線・八百津線（16駅）中3位であった[11]。

『岐阜県統計書』『可児市の統計』各号によると、一日平均乗車人員および一日平均乗降人員の推移は以下の通りである。
| 年                 | 乗車人員 | 乗車人員 | 乗降人員 | 備考     |
| 年                 | 総数     | 定期     | 乗降人員 | 備考     |
| ------------------ | -------- | -------- | -------- | -------- |
| 1929（昭和04）年度 | 22       |          |          | 東美鉄道 |
| 1930（昭和05）年度 | 120      |          |          | 東美鉄道 |
| 1931（昭和06）年度 | 117      |          |          | 東美鉄道 |
| 1932（昭和07）年度 | 104      |          |          | 東美鉄道 |
| 1933（昭和08）年度 | 111      |          |          | 東美鉄道 |
| 1934（昭和09）年度 | 119      |          |          | 東美鉄道 |
| 1935（昭和10）年度 | 133      |          |          | 東美鉄道 |
| 1936（昭和11）年度 |          |          |          |          |
| 1937（昭和12）年度 |          |          |          |          |
| 1938（昭和13）年度 |          |          |          |          |
| 1939（昭和14）年度 |          |          |          |          |
| 1940（昭和15）年度 |          |          |          |          |
| 1941（昭和16）年度 |          |          |          |          |
| 1942（昭和17）年度 |          |          |          |          |
| 1943（昭和18）年度 |          |          |          |          |
| 1944（昭和19）年度 |          |          |          |          |
| 1945（昭和20）年度 |          |          |          |          |
| 1946（昭和21）年度 |          |          |          |          |
| 1947（昭和22）年度 |          |          |          |          |
| 1948（昭和23）年度 |          |          |          |          |
| 1949（昭和24）年度 |          |          |          |          |
| 1950（昭和25）年度 |          |          |          |          |
| 1951（昭和26）年度 |          |          |          |          |
| 1952（昭和27）年度 |          |          |          |          |
| 1953（昭和28）年度 |          |          |          |          |
| 1954（昭和29）年度 |          |          |          |          |
| 1955（昭和30）年度 | 1583     |          |          | [ 19 ]   |
| 1956（昭和31）年度 | 1717     |          |          | [ 20 ]   |
| 1957（昭和32）年度 | 1802     |          |          | [ 21 ]   |
| 1958（昭和33）年度 | 1877     |          |          | [ 22 ]   |
| 1959（昭和34）年度 | 1828     |          |          | [ 23 ]   |
| 1960（昭和35）年度 | 2009     |          |          | [ 24 ]   |
| 1961（昭和36）年度 | 2094     | 1561     |          | [ 25 ]   |
| 1962（昭和37）年度 | 2321     | 1800     |          | [ 25 ]   |
| 1963（昭和38）年度 | 2445     | 1905     |          | [ 25 ]   |
| 1964（昭和39）年度 | 2464     | 1924     |          | [ 25 ]   |
| 1965（昭和40）年度 | 2432     | 1934     |          | [ 25 ]   |
| 1966（昭和41）年度 | 2443     | 1954     |          | [ 25 ]   |
| 1967（昭和42）年度 | 2366     | 1934     |          | [ 25 ]   |
| 1968（昭和43）年度 | 2294     | 1810     |          | [ 25 ]   |
| 1969（昭和44）年度 | 2229     | 1742     |          | [ 25 ]   |
| 1970（昭和45）年度 | 2240     | 1731     |          | [ 25 ]   |
| 1971（昭和46）年度 | 2255     | 1722     |          | [ 25 ]   |
| 1972（昭和47）年度 | 2336     | 1758     |          | [ 25 ]   |
| 1973（昭和48）年度 | 2443     | 1802     |          | [ 25 ]   |
| 1974（昭和49）年度 | 2713     | 2039     |          | [ 25 ]   |
| 1975（昭和50）年度 | 2769     | 2106     |          | [ 25 ]   |
| 1976（昭和51）年度 | 2749     | 2094     |          | [ 25 ]   |
| 1977（昭和52）年度 | 2776     | 2093     |          | [ 25 ]   |
| 1978（昭和53）年度 | 2933     | 2214     |          | [ 25 ]   |
| 1979（昭和54）年度 | 3072     | 2344     |          | [ 25 ]   |
| 1980（昭和55）年度 | 3091     | 2348     |          | [ 25 ]   |
| 1981（昭和56）年度 | 3131     | 2350     |          | [ 25 ]   |
| 1982（昭和57）年度 | 3080     | 2251     |          | [ 25 ]   |
| 1983（昭和58）年度 | 2896     | 2109     |          | [ 26 ]   |
| 1984（昭和59）年度 | 2942     | 2147     |          | [ 26 ]   |
| 1985（昭和60）年度 | 3006     | 2195     |          | [ 26 ]   |
| 1986（昭和61）年度 | 3000     | 2170     |          | [ 26 ]   |
| 1987（昭和62）年度 | 3001     | 2216     |          | [ 26 ]   |
| 1988（昭和63）年度 | 3104     | 2270     |          | [ 27 ]   |
| 1989（平成元）年度 | 3182     | 2355     |          | [ 27 ]   |
| 1990（平成02）年度 | 3264     | 2433     |          | [ 27 ]   |
| 1991（平成03）年度 | 3479     | 2610     |          | [ 27 ]   |
| 1992（平成04）年度 | 3615     | 2741     |          | [ 27 ]   |
| 1993（平成05）年度 | 3616     | 2763     |          | [ 28 ]   |
| 1994（平成06）年度 | 3520     | 2665     |          | [ 28 ]   |
| 1995（平成07）年度 | 3728     | 2727     |          | [ 28 ]   |
| 1996（平成08）年度 | 3499     | 2656     |          | [ 28 ]   |
| 1997（平成09）年度 | 3310     | 2515     |          | [ 28 ]   |
| 1998（平成10）年度 | 3118     | 2363     | 6260     | [ 29 ]   |
| 1999（平成11）年度 | 2966     | 2224     | 5961     | [ 29 ]   |
| 2000（平成12）年度 | 2924     | 2194     | 5874     | [ 29 ]   |
| 2001（平成13）年度 | 2796     | 2082     | 5623     | [ 29 ]   |
| 2002（平成14）年度 | 2609     | 1935     | 5253     | [ 29 ]   |
| 2003（平成15）年度 | 2503     | 1850     | 5048     | [ 30 ]   |
| 2004（平成16）年度 | 2470     | 1819     | 4971     | [ 30 ]   |
| 2005（平成17）年度 | 2598     | 1821     | 5216     | [ 30 ]   |
| 2006（平成18）年度 | 2474     | 1803     | 4965     | [ 30 ]   |
| 2007（平成19）年度 | 2549     | 1871     | 5117     | [ 30 ]   |
| 2008（平成20）年度 | 2544     | 1852     | 5113     | [ 31 ]   |
| 2009（平成21）年度 | 2454     | 1820     | 4940     | [ 31 ]   |
| 2010（平成22）年度 | 2416     | 1781     | 4866     | [ 31 ]   |
| 2011（平成23）年度 | 2369     | 1763     | 4763     | [ 32 ]   |
| 2012（平成24）年度 | 2428     | 1784     | 4878     | [ 32 ]   |
| 2013（平成25）年度 | 2484     | 1842     | 4988     | [ 32 ]   |
| 2014（平成26）年度 | 2435     | 1798     | 4891     | [ 32 ]   |
| 2015（平成27）年度 | 2510     | 1859     | 5038     | [ 32 ]   |
| 2016（平成28）年度 | 2512     | 1833     | 5041     | [ 33 ]   |
| 2017（平成29）年度 | 2565     | 1868     | 5147     | [ 33 ]   |
| 2018（平成30）年度 | 2622     | 1882     | 5263     | [ 33 ]   |
| 2019（令和元）年度 | 2640     | 1918     | 5295     | [ 33 ]   |
| 2020（令和02）年度 | 1949     | 1523     | 3899     | [ 33 ]   |

## ダイヤ
犬山方面の列車ダイヤは概ね以下の通り。御嵩方面はほぼ終日1時間に2本の御嵩行き普通ワンマン列車が発車している。ミュースカイを除く列車は全て普通列車であり、犬山駅または御嵩駅までは各駅に停車する。犬山駅を越えて犬山線名鉄名古屋方面へ行く普通列車は同駅で快速急行または急行に種別を変更する。2023年3月18日の改正以降、御嵩方面は明智駅の交換設備が廃止されており、1本の列車しか入れない。犬山駅から犬山線新鵜沼方面へ行く定期列車は存在しない（ダイヤの関係上、犬山駅から普通岐阜行きに変わる列車もある）。2024年3月16日の改正以降、犬山方面もワンマン運転となった（ミュースカイを除く。犬山駅から名鉄名古屋方面へ向かう普通列車は同駅から車掌乗務）。
平日朝ラッシュ帯（6時～7時台）はほぼすべての列車が名古屋に直通し、また名古屋に先着する。
また、この時間にはミュースカイが運行されており、乗客のほとんどは通勤客である。この時間帯の普通列車は全て4両以下であるが、基本的に3番線から発車する。
平日・休日ともに日中は1時間に4本が発車し、すべて犬山行きのワンマン列車である（2本が犬山より準急中部国際空港行きと特急豊橋行きに、2本が河和線に直通する急行に接続。急行河和行きに接続する列車は御嵩駅から来た列車から接続を受ける）。2024年3月15日まではうち2本が中部国際空港行き（犬山より準急、犬山で特急豊橋行きに接続）であった。2021年5月21日までは夕方のみ、ミュースカイが1時間に1本到着していた（折り返しは犬山または新鵜沼へ回送だった）。
20時台は犬山行きが1時間に4本、21時台以降は1時間に2本発車している（犬山で準急または急行に接続。21時台以降は2023年3月18日から減便となった）。逆に21時台以降の当駅へは特急と準急から接続を受けた1時間に2本の犬山発の普通ワンマン列車のみが到着する（最終とその前の1本は御嵩行きに接続しない）。最終列車は犬山行きが23時00分、御嵩行きが23時17分に発車する。
犬山方面から当駅への最終列車は日付が変わった0時12分に到着する（2021年5月21日までは0時26分に到着していた）。御嵩方面からの最終列車は22時40分に当駅に到着し、その後は2度（22時44分発と23時17分発）御嵩行きとして御嵩駅まで乗客を乗せたあと、当駅まで回送で戻ってくる。これとは逆に、御嵩行きの始発営業列車が発車する前に回送列車が1本御嵩駅へ向けて発車し、御嵩駅から始発（平日5時34分発、土休日5時40分発）の新可児行きになる。この列車が当駅に到着すると、そのまま始発（平日5時49分発、土休日5時56分発）の御嵩行きになる。

## 駅周辺
可児駅#駅周辺も参照

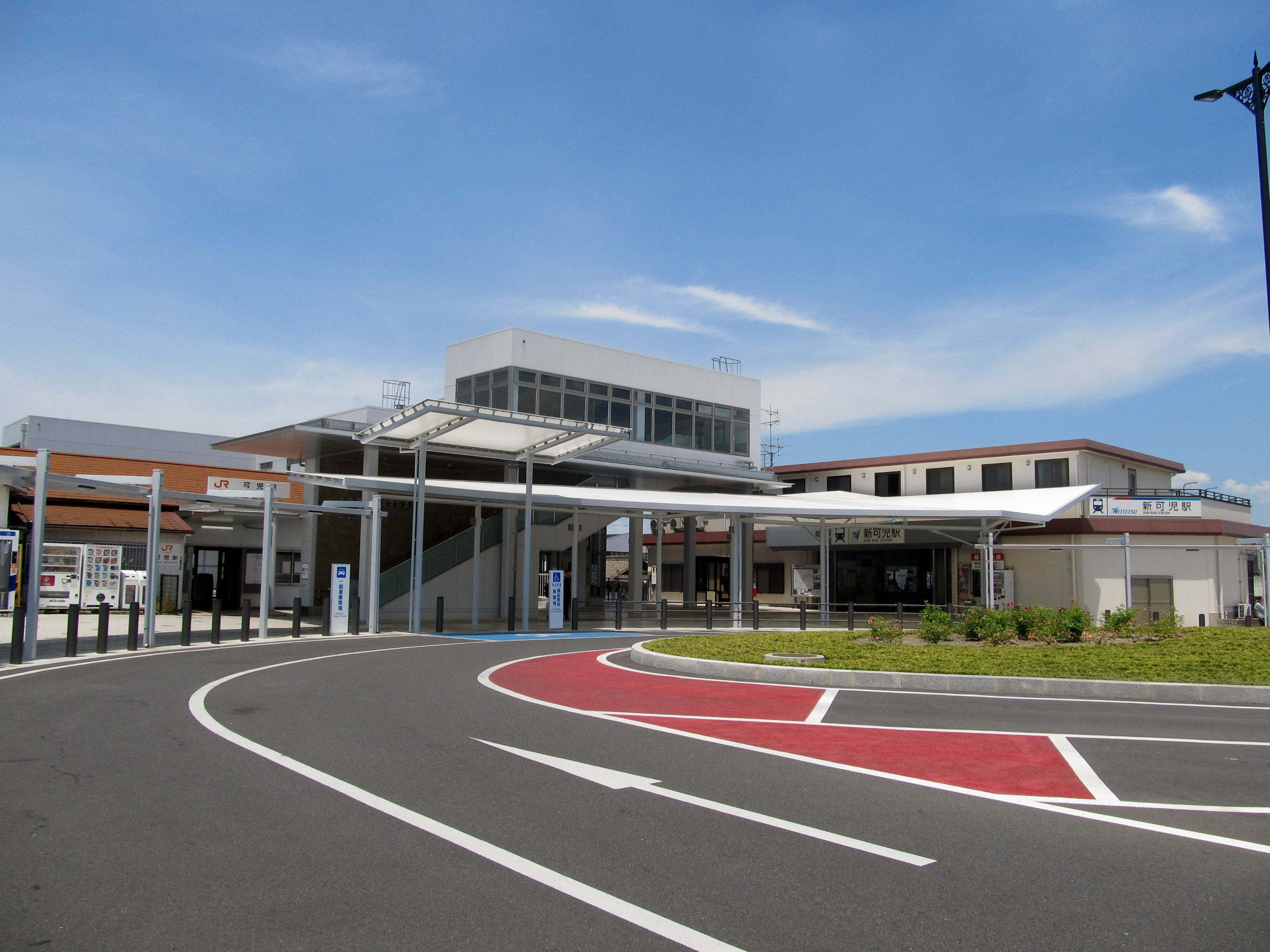
駅前広場を共有する可児駅と新可児駅

大型商業施設や官公庁、さらに主要のコンビニエンスストアなども、比較的駅から遠い場所にあり、徒歩で10分程度はかかる。
- JR東海太多線可児駅
- 可児川
- 可児市立図書館
- 可児市役所
- 可児郵便局
- 十六銀行可児支店
- 大垣共立銀行可児支店
- 岐阜信用金庫可児支店
- 東濃信用金庫下恵土支店
- 岐阜新聞・岐阜放送可児支局
- ホテルルートイン可児
- ABホテル可児
- ドン・キホーテUNY可児店（旧ショップランド可児、ピアゴ可児店）
- 名古屋鉄道（名鉄）広見変電所

## バス路線
- 東濃鉄道
  - 八百津線（可児駅 - 可児市役所 - 可児川合 - 可茂特別支援学校）
  - ぎふワールド・ローズガーデン線（可児駅 - 可児市役所 - ぎふワールド・ぎふワールド・ローズガーデン）※4月第2土曜日～6月第4日曜日までの土曜・休日に運行
  - 緑ヶ丘線（可児駅 - 広見町 - 緑ヶ丘団地 - 皐ヶ丘 - 桜ヶ丘 - 美濃焼団地 - 光ヶ丘- 多治見駅北口）
  - 緑ヶ丘線（可児高校 - 可児駅 - 広見町 - 緑ヶ丘団地 - 皐ヶ丘 - 桜ヶ丘）
  - 高速バス中央ライナー可児号・ドリーム可児号　バスタ新宿経由東京駅行き
- 可児市コミュニティバス「さつきバス」

## その他
名鉄広見線の名に残っている当駅の旧称「広見」は、現在も可児市内の地名として存在しており、可児市役所の所在地は可児市広見1丁目となっているが、当駅からは少々離れた場所である。
かつて犬山駅方面 - 明智駅・御嵩駅方面を直通していた列車は、この駅で進行方向が逆となっていた。直通列車は4両対応の2番線でスイッチバックしていた。

## 隣の駅
名古屋鉄道
HM 広見線（犬山〜新可児）
□ミュースカイ・■普通
日本ライン今渡駅 (HM05) - 新可児駅 (HM06)
- ミュースカイは平日の犬山方面ゆきのみ運行。

HM 広見線（新可児〜御嵩）
■普通
新可児駅 (HM06) - 明智駅 (HM07)
※ かつて当駅と明智駅の間には前波駅と学校前駅が存在した。